# Rajasaari (ö i Päijänne-Tavastland, Lahtis, lat 61,31, long 25,42)
Rajasaari är en ö i Finland. Den ligger i sjön Päijänne och i kommunerna Asikkala och Padasjoki och landskapet Päijänne-Tavastland, i den södra delen av landet, 130 km norr om huvudstaden Helsingfors. Öns area är 2,7 hektar och dess största längd är 280 meter i nord-sydlig riktning.